# Tchibit
Tchibit (en russe : Чиби́т, ce qui signifie « ocre» ou « couleur jaune » en altaï) est une commune et un village de la république de l'Altaï, dans le raïon d'Oulagan en Russie. Sa population s'élevait à 539 habitants en 2023.

## Géographie

### Situation
Tchibit est située à la confluence entre la rivière Tchibitka et la rivière Tchouïa (sur la rive droite), un sous-affluent de l'Ob. Le village culmine à 1 224 m. Tchibit est à 212 km de Gorno-Altaïsk et à 3 319 km de Moscou. Aktach est le village le plus proche à 5,9 km. Par la route, Gorno-Altaïsk est à 360 km du village, et Oulagan est à 60 km du village.  
La superficie totale de le l'établissement rural de Tchibit est de 1 864 km2, soit 10,1 % du total territoire du raïon d'Oulagan. 

### Municipalités limitrophes
Tchibit en tant qu'établissement rural est limitrophe au nord de l'établissement rural de Tchibilia du raïon d'Oulagan, à l'est de l'établissement rural d'Oulagan du raïon d'Oulagan. De plus, il borde au sud-est le raïon de Koch-Agatch et l'établissement rural d'Aktach du raïon d'Oulagan. Enfin, il borde au sud le raïon de Koch-Agatch et à l'ouest le raïon d'Ongoudaï.

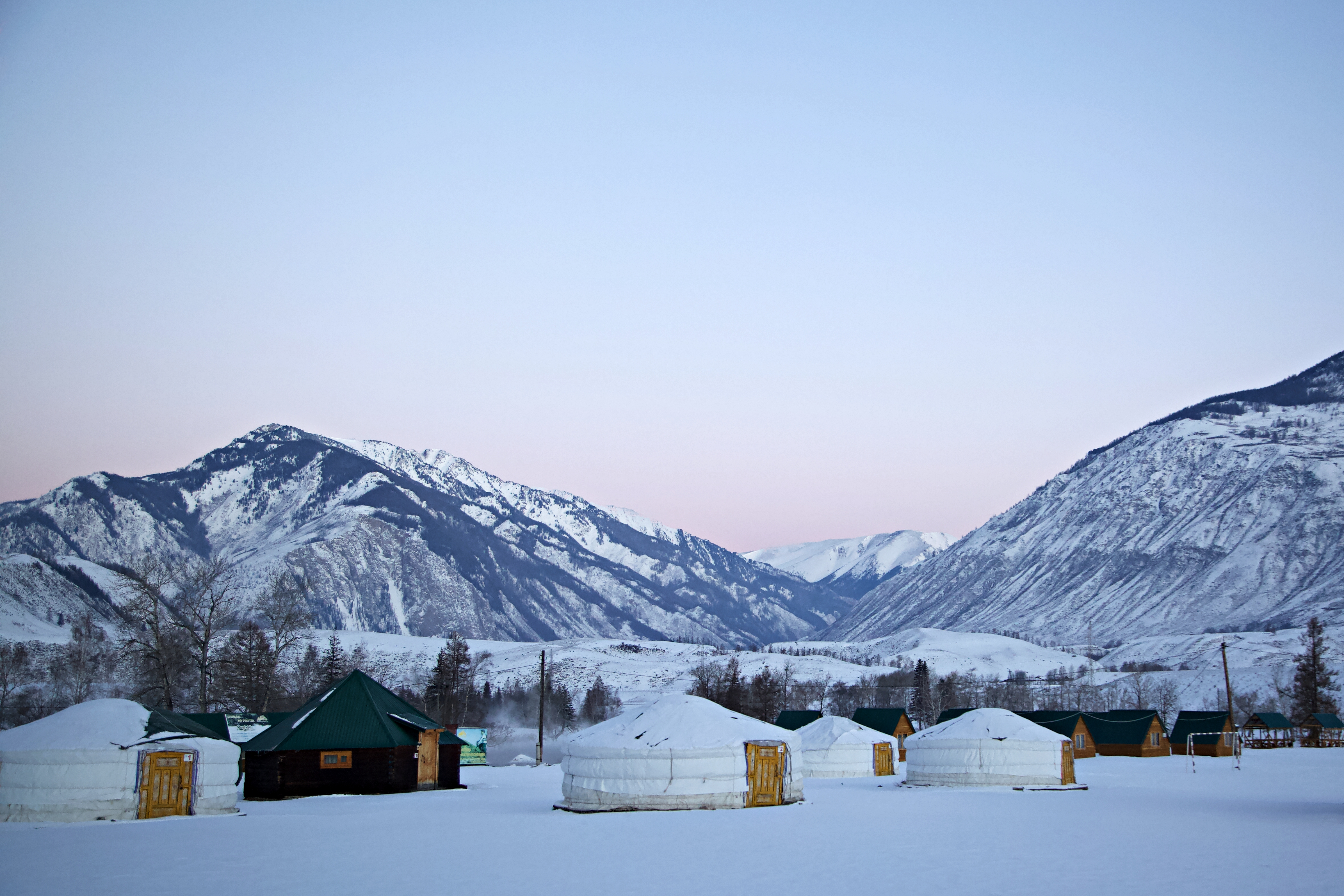
Montagnes enneigées avec des yourtes au coucher de soleil.

### Climat
Le climat selon la classification de Köppen est dfc, c'est-à-dire un climat subarctique avec des étés courts et frais et des hivers longs et froids, mais le village est cependant protégé des vents. Cependant, grâce aux masses d'air froides venant de Mongolie, le village est très ensoleillé.

### Géologie et relief
Les montagnes de l'Altaï autour du village, de couleur ocre, regorgent de nombreux gisements miniers, avec du plomb, du zinc, du cobalt, du nickel, du mercure et un peu d'or. Avec plusieurs expéditions entre 1934 et 1937, il a été prouvé que les gisements de cuivre étaient importants au sud du village et pouvaient donc être exploités.
D'après Viktor I. Vereshchaguine (ru), de nombreux signes des anciennes glaciations sont présents à Tchibit. Le village est situé dans une vallée au sein des monts de l'Altaï, entouré de montagnes culminant entre 2500 et 3000 mètres, soit entre 1,5 km et 2 km de dénivelés par rapport à la vallée. Le plateau d'Eshtykkel, qui domine le village au nord possède un important réseau hydrographique souterrain avec des sorties d'eau supérieures à 600 dm³/s dans la vallée.

### Environnement

#### Faune
L'environnement de Tchibit possède une faune riche, semblable au reste de la république. La commune abrite en mammifères des argalis, des blaireaux, des bouquetins de l'Altaï, des cerfs porte-musc, des chevreuils, des chevreuils de Sibérie, des élans, des furets. Il y a aussi des lièvres, des loups, des marmottes, des marals, des ours, des renards, des rennes, des visons et des zibelines. Sur le territoire se trouve aussi de nombreux sangliers, qui causent des dégâts importants aux pâturages, labourant les sols à la recherche de racines comestibles. Il y a aussi de nombreux barrages de castors sur les ruisseaux du territoire. Les oiseaux sont représentés sur le territoire par des anseriformes, des apodiformes, des falconiformes, des gaviiformes, des hiboux, des passeriformes et des piciformes. 
En ce qui concerne la faune aquatique, les rivières contiennent des poissons tels que la brème, le brochet, le chabot, le chabot de Sibérie, la lotte, la vandoise de Sibérie (Leuciscus leuciscus baicalensis), la Barbatula altayensis, la perche, le taimen, le vairon, et l'ombre, mais aussi des copépodes. Sinon, la plupart des grands lacs du plateau d'Oulagan sont habités naturellement, dont, outre les poissons des rivières, l'osman de l'Altaï de Potanine (Oreoleuciscus potanini) et l'osman nain de l'Altaï (Oreoleuciscus humilis). D'autres espèces ont été introduites dans ces lacs, comme des carassins, des Coregonus muksun, des truites. 

## Urbanisme

### Répartition des terres
La répartion des terres est, selon les catégories du code foncier russe, la suivante:

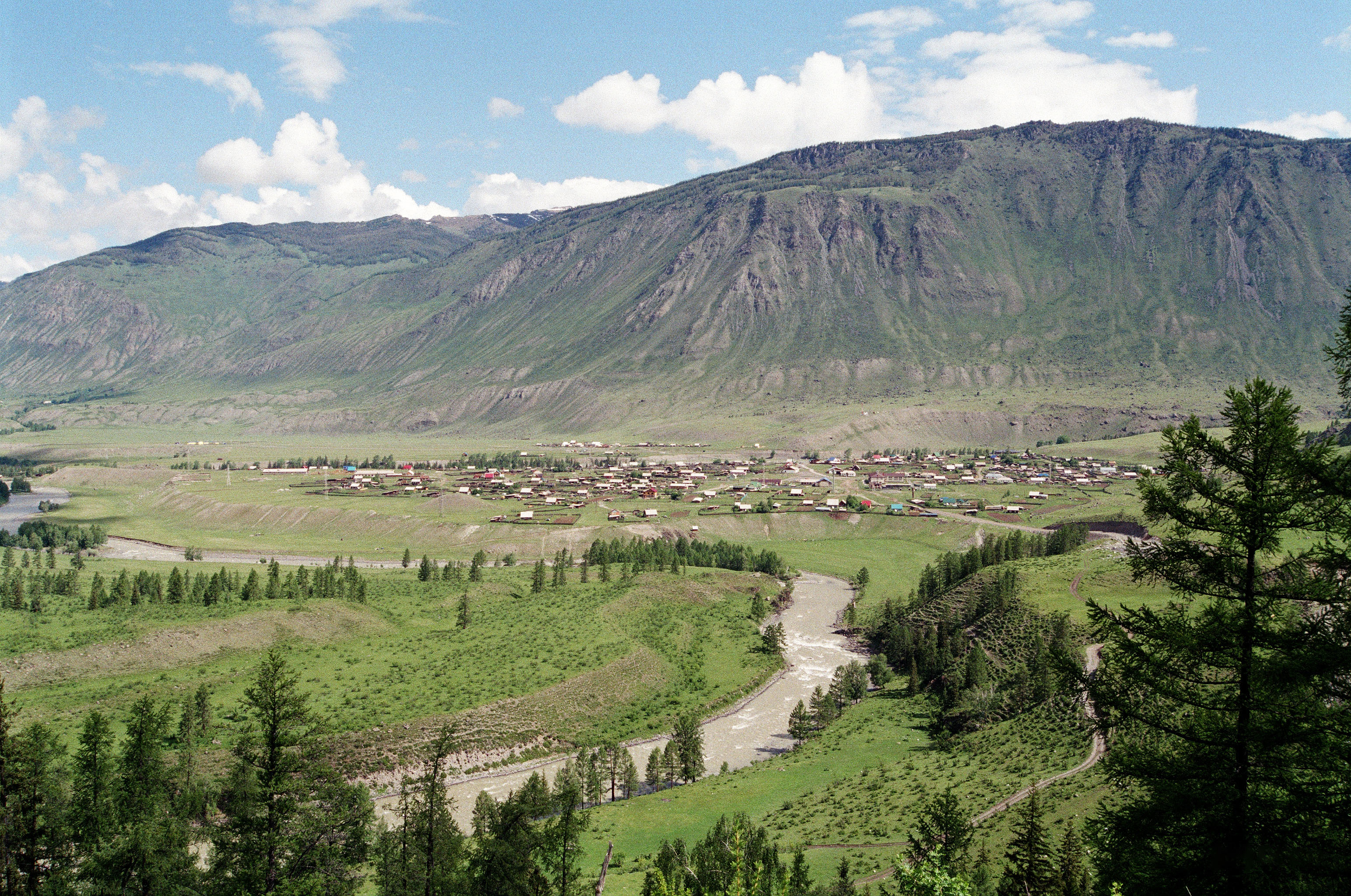
Village avec les montagnes du plateau d'Eshtykkel en arrière-plan.

| Répartition                                  | 2022 (ha) | 2022 (%) |
| -------------------------------------------- | --------- | -------- |
| Terres agricoles                             | 38 006    | 20,4     |
| Terres des localités                         | 147       | 0,1      |
| Terres d'industrie et autres fins spéciales  | 293       | 0,2      |
| Terres de territoires et des objets protégés | 0         | 0        |
| Terres du fonds forestier                    | 145 058   | 77,8     |
| Terres du fonds aquatique                    | 2691      | 1,4      |
| Terres de réserve                            | 205       | 0,1      |
| Total                                        | 186 400   | 100      |

## Histoire

### Période pré-révolutionnaire
La première mention de Tchibit a lieu 1826 quand le botaniste allemand de la Baltique Alexander von Bunge explore la région en remontant la Tchouïa et trouve le village et note la présence de champs d'orge et de yourtes, tenus par les zaisans (ru), une famille mongole. L'endroit est à nouveau visité par un européen le 10 juin 1860, quand Vassili Radlov explore l'Altaï mais note que Tchibit est sans âme alors que c'était autrefois densément peuplé.
En 1864, un ingénieur minier et le gouverneur du gouvernement de Tomsk se rendent dans la région mais ils notent aucune présence humaine à Tchibit.
Ce n'est qu'en 1879 que la colonisation russe commence et que l'autorisation de fonder un village est émis. Le village est officiellement fondé  en 1880, et il est rattaché au 1er volost de la Tchouïa, dont il en devient le chef-lieu. Il deviendra par la suite chef-lieu du volost de Tchibit. Ainsi en 1881, huit habitants sont notés dans le village, moins que les 35 attendus. Plusieurs personnalités de la région visitent la région en 1895 tels que l'évêque de Barnaoul et de Tomsk ainsi que le géographe russe Semenov-Tyan-Shansky. Ils notent la présence d'anciens canaux d'irrigations, de terres propices à l'agriculture. Mais malgré leur volonté, le territoire n'attire pas.
Tchibit devient en 1897 une base pour les chasseurs, et en 1903, avec l'arrivée de populations, une église bourkhaniste servant aussi d'école est construite. Le village devient aussi un point de ravitaillement sur la route de la Tchouïa, chemin emprunté par les commerçants entre la Russie et la Mongolie et la Chine. En 1911, le village est peuplé de 21 personnes, dans sept maisons, avec de plus un atelier, une école et une église. La même année, des missionnaires orthodoxes arrivent à Tchibit.
En 1912, la population atteint 155 habitants ; un bureau de poste est construit.

### Guerre civile russe

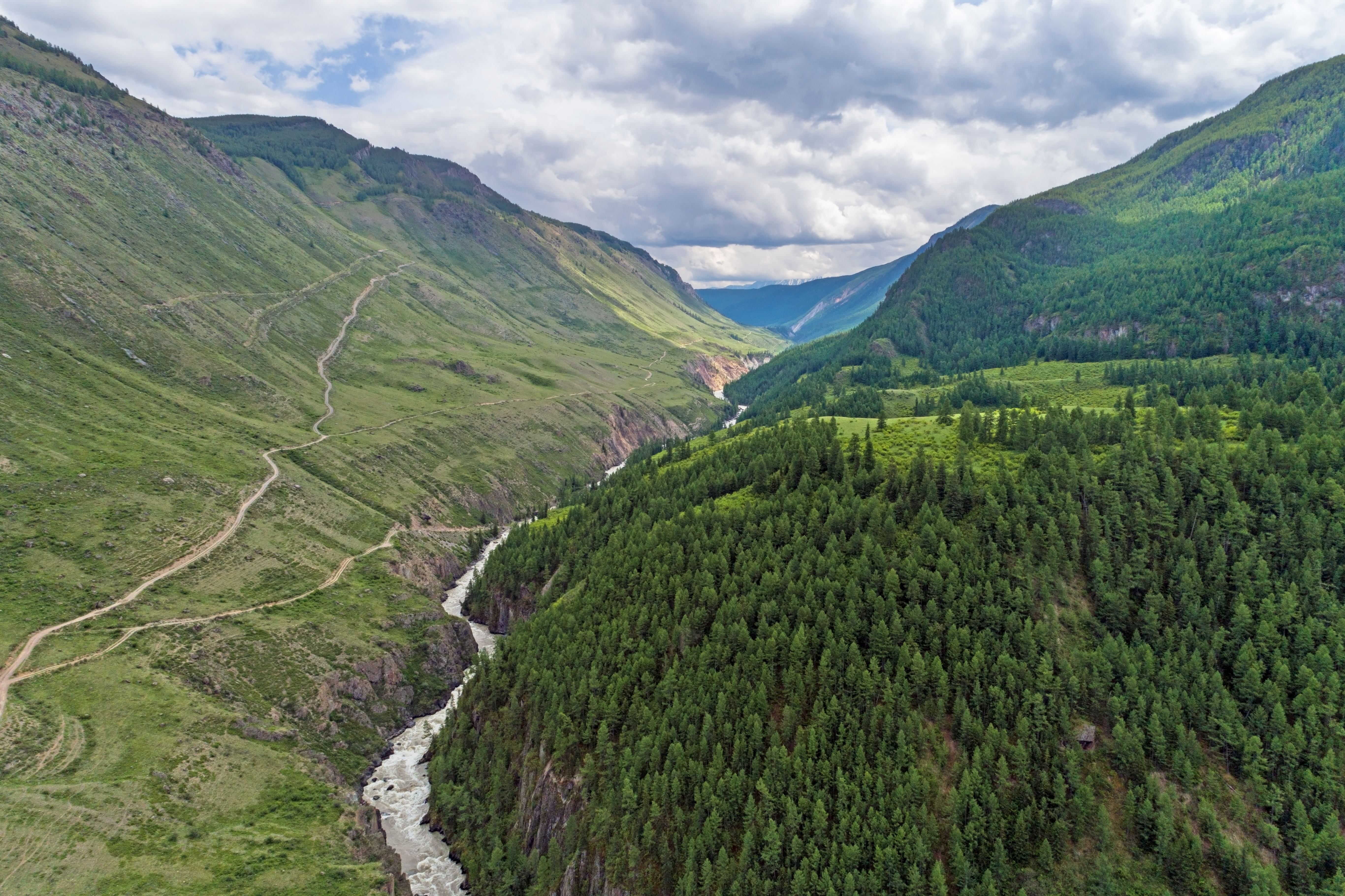
Les rapides de Mazhoi

En 1919, alors que la guerre civile russe fait rage, deux brigades de l'armée rouge prennent possession le 7 avril 1920 du village, et les 130 habitants partent vers Koch-Agatch.  Kaigorodov, un général de l'armée blanche cherche alors à obtenir la reddition des communistes, mais les négociations échouent. De nombreux militaires de l'armée blanche censé garder la région fuient vers la Mongolie (entre 600 et 700 sur 2400). Malgré de nombreuses désertions, le général Kaigorodov lance une attaque sur Tchibit le 23 octobre 1920 mais l'armée rouge repousse l'attaque et le général se retire vers la vallée des rapides de Mazhoi (ru) plus au sud.
Une fois le village pris, les soldats partent et le village subit jusqu'en 1923 des vagues de banditisme avec des pillages et destructions. Tchibit est quasi détruit. Avec la fin de la guerre civile, le banditisme s'arrête et la reconstruction commence.

### Époque soviétique
Le 1er juin 1922, l'oblast autonome du Haut-Altaï est créé au sein du kraï de Sibérie occidentale, et le volost de Tchibit, dont fait partie le village en tant que chef-lieu, est rattaché à l'oblast. L'année suivante, les volosts de l'oblast sont agrandis et d'autres sont dissouts. Ainsi, le volost de Tchibit, comprenant les villages d'Aïgoulak, de Belgibach, de Borotal, de Kouraï et de Iodro, sont rattachés au volost de Koch-Agatch.
En 1926, alors que le village ne compte plus que 112 habitants, l'école est reconstruite, et avec la rénovation de la route, le trafic automobile apparaît même s'il reste peu important. L'année suivante, le conseil du village est formé afin de superviser principalement les fermes et la coopérative agricole. En 1930, la collectivisation des terres s'amorce en URSS et une ferme unique est créée dans le village.
En 1934, alors que le village se développe avec des silos à grains et un moulin, Tchibit voit passer le rallye automobile de la route de la Tchouïa, afin d'évaluer les travaux à faire sur la route. Deux ans plus tard, le village est relié au réseau téléphonique, et des travaux de prospections pour les gisements de mercure commencent.
En 1939, un dispensaire et un moulin ayant une capacité de cinq tonnes sont construits.
En 1948, afin d'assurer la demande électrique croissante, une petite centrale hydroélectrique est construite. 7 ans plus tard, une école secondaire est construite.
Alors que Tchibit possédait aussi le village d'Aktach, il en est séparé en juillet 1957. Les années 1960 voient l'augmentation de l'élevage avec près de 900 bovins et 3400 moutons, auquel s'ajoute près de 40 935 hectares de terres agricoles et près de 10 000 hectares de pâturages. 

### Époque post-soviétique
Au contraire de nombreuses localités sibériennes, la population ne chute que peu, et Tchibit continue de se développer.
Dans le cadre du projet « Petites centrales hydroélectriques de l'Altaï » lancé en 2010, une centrale hydroélectrique d'une puissance de 24 MW est construite au sud du village avec un coût de 2,6 milliards de roubles, et elle est rentrée en service en 2016,. 

## Politique et administration

### Statut
Pendant l'ère soviétique, le village était dirigé par un conseil du village, conseil lui-même dirigé par un président du conseil. Depuis le 17 septembre 1996, le village de Tchibit est intégré dans la colonie rurale de Tchibit, mais étant donné qu'elle ne comporte que le village de Tchibit, c'est de facto la même entité. Tchibit possède toujours un conseil, dit de députés, composé de sept députés élus. Il y aussi un chef, lui aussi élu. Ils sont élus pour quatre ans.
L'établissement rural de Tchibit a obtenu ce statut établissement rural par la loi de la république de l'Altaï du 13 janvier 2005 no 10-RZ.

## Population et société

### Démographie
Estimations de la population,,:
| 1881 | 1911 | 1912 | 1920 | 1926 | 1934 |
| ---- | ---- | ---- | ---- | ---- | ---- |
| 8    | 21   | 115  | -    | 112  | -    |

| 1936 | 1989* | 2002* | 2010* | 2012 | 2013  |
| ---- | ----- | ----- | ----- | ---- | ----- |
| 510  | 670   | 652   | 651   | 652  | 1 000 |

| 2014 | 2015 | 2016 | 2017 | 2018 | 2019 |
| ---- | ---- | ---- | ---- | ---- | ---- |
| 658  | 639  | 622  | 634  | 605  | 614  |

| 2020 | 2021 | 2022 | 2023 | - | - |
| ---- | ---- | ---- | ---- | - | - |
| 618  | 622  | 643  | 539  | - | - |

## Économie
La population locale vit principalement de l'élevage d'animaux (moutons, chèvres, chevaux, bovins), mais aussi de la mine d'Aktach exploitant du mercure au sud-est du village.

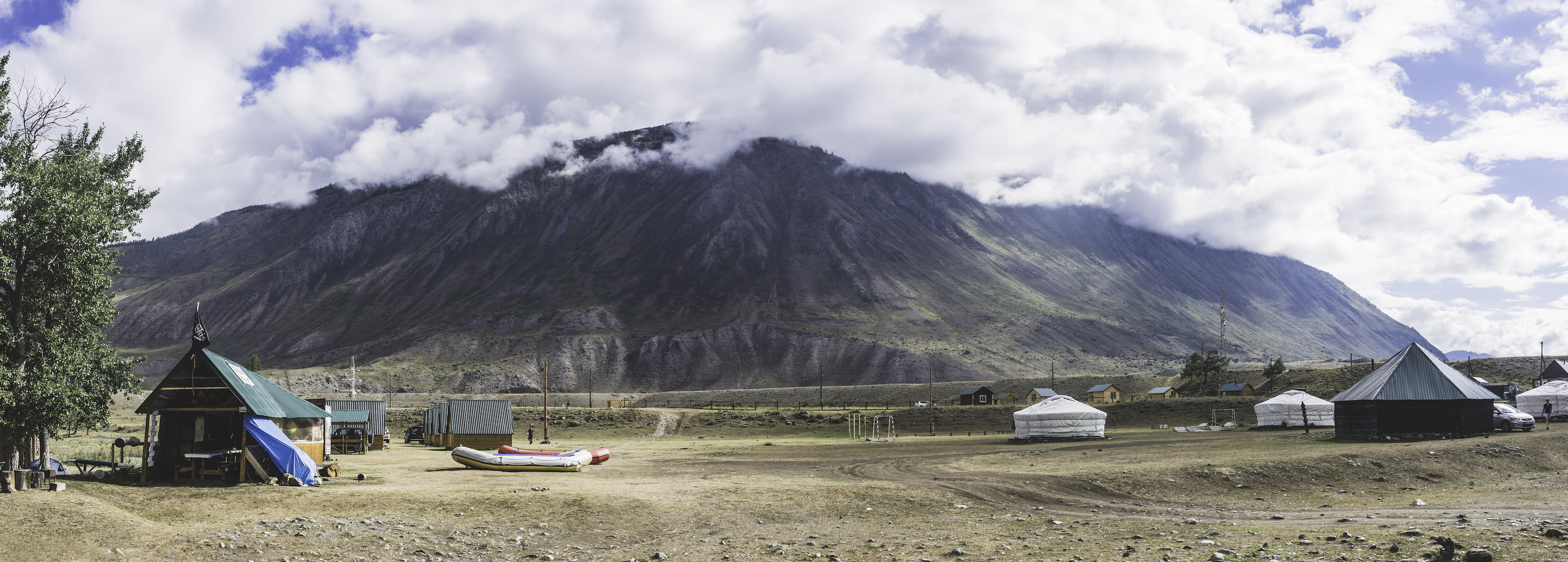
Yourtes pour les touristes à Tchibit.

## Transport

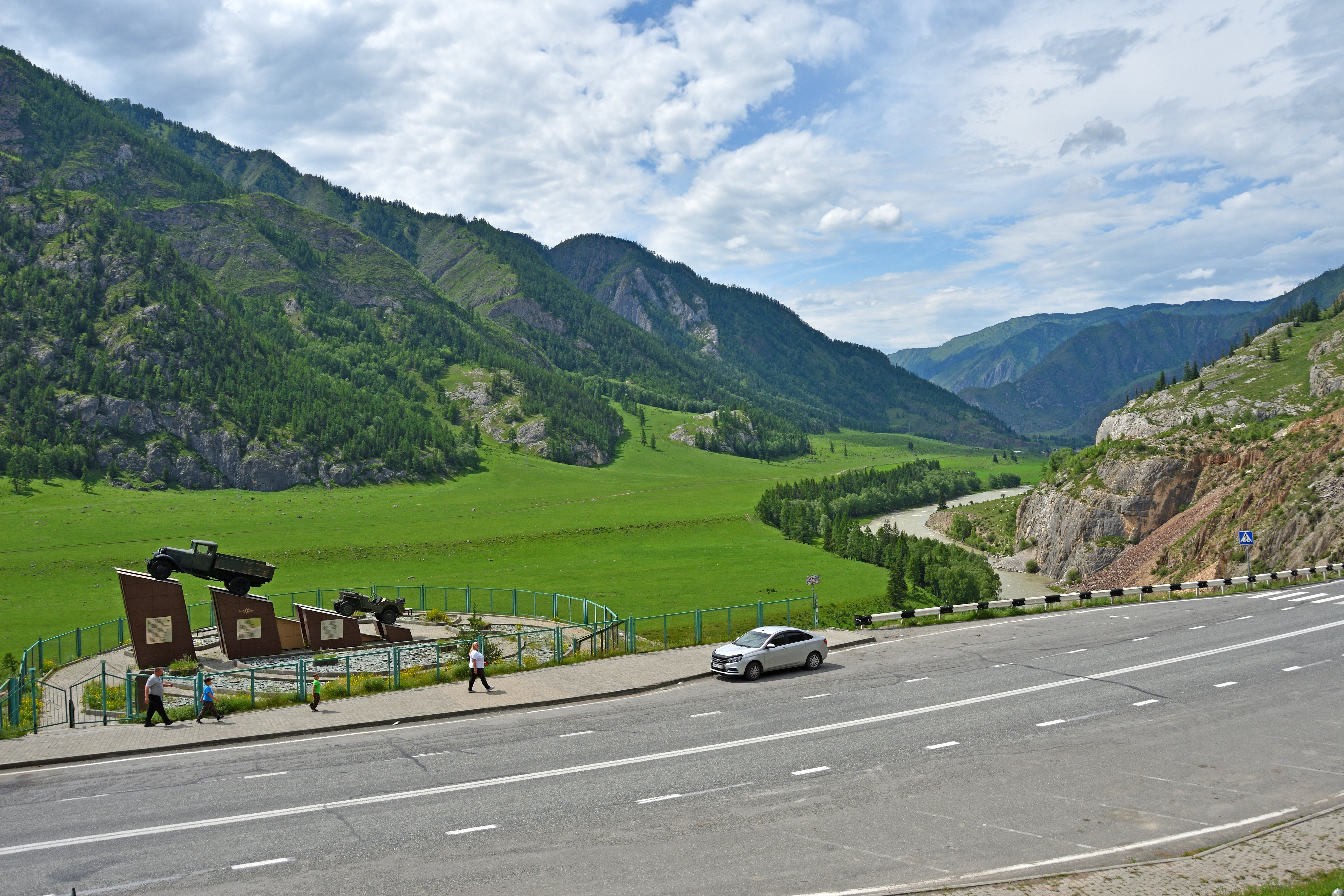
Route R256 à 50 km à l'ouest de Tchibit dans la vallée de la Tchouïa.

Le village se situe au 781e kilomètre de la R256, qui relie Novossibirsk à la frontière mongole. L'aéroport et la gare les plus proches sont tous les deux à Gorno-Altaïsk.

## Patrimoine et tourisme
Malgré l'inexistence du tourisme pendant l'époque soviétique, Tchibit s'est ouvert au touristes depuis la fin du XXe siècle grâce à son patrimoine naturel. Afin de loger les touristes, de nombreux chalets ont été construits ces dernières années autour du village.

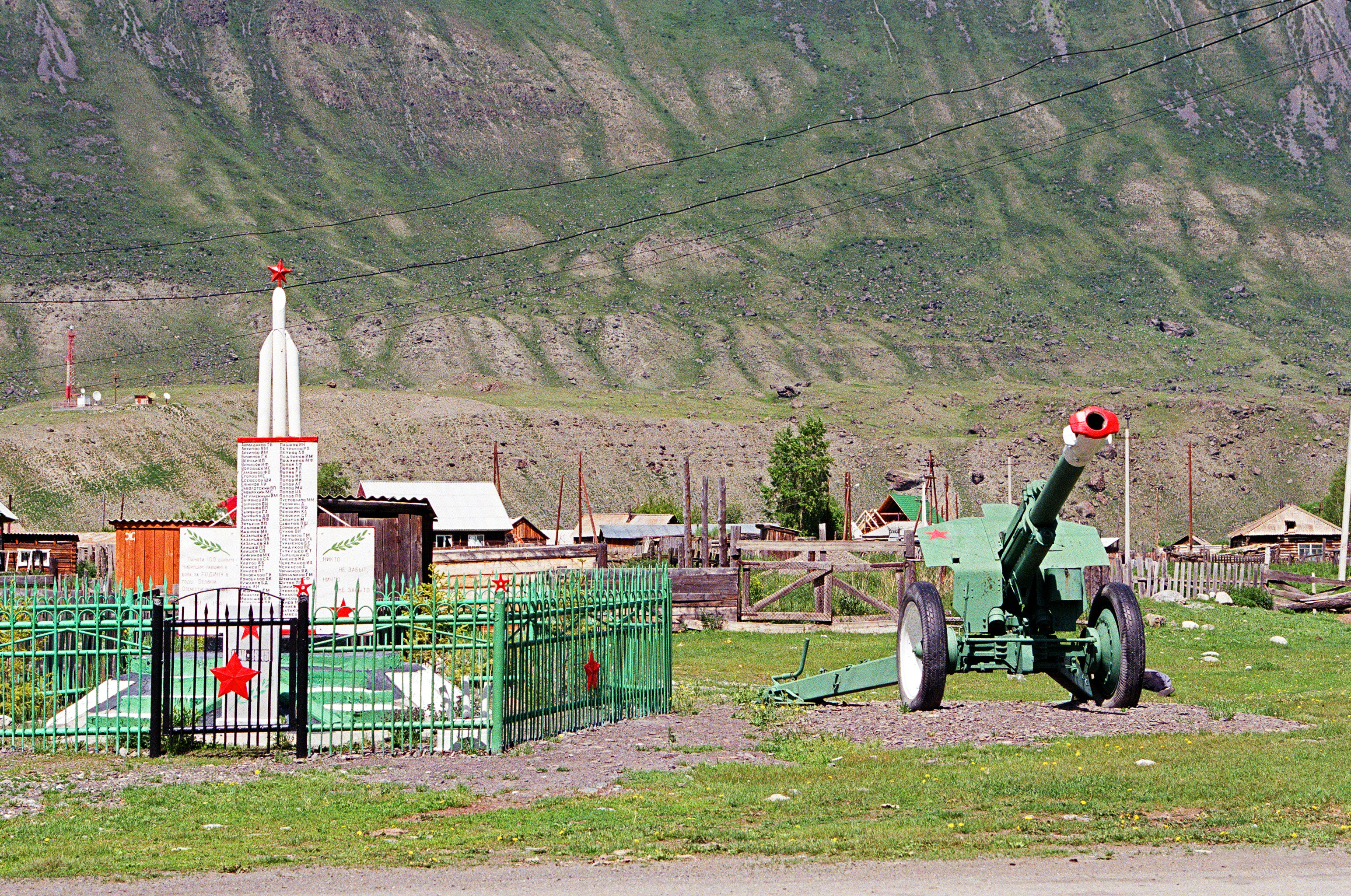
Monument aux morts de la seconde guerre mondiale.

### Patrimoine naturel
- Lacs de la Chavla, réserve biologique au sud-ouest du village avec présence de cerfs, wapitis, et de panthères des neigesLac supérieur de la Chavla avec les sommets des Alpes de la Tchouïa ;

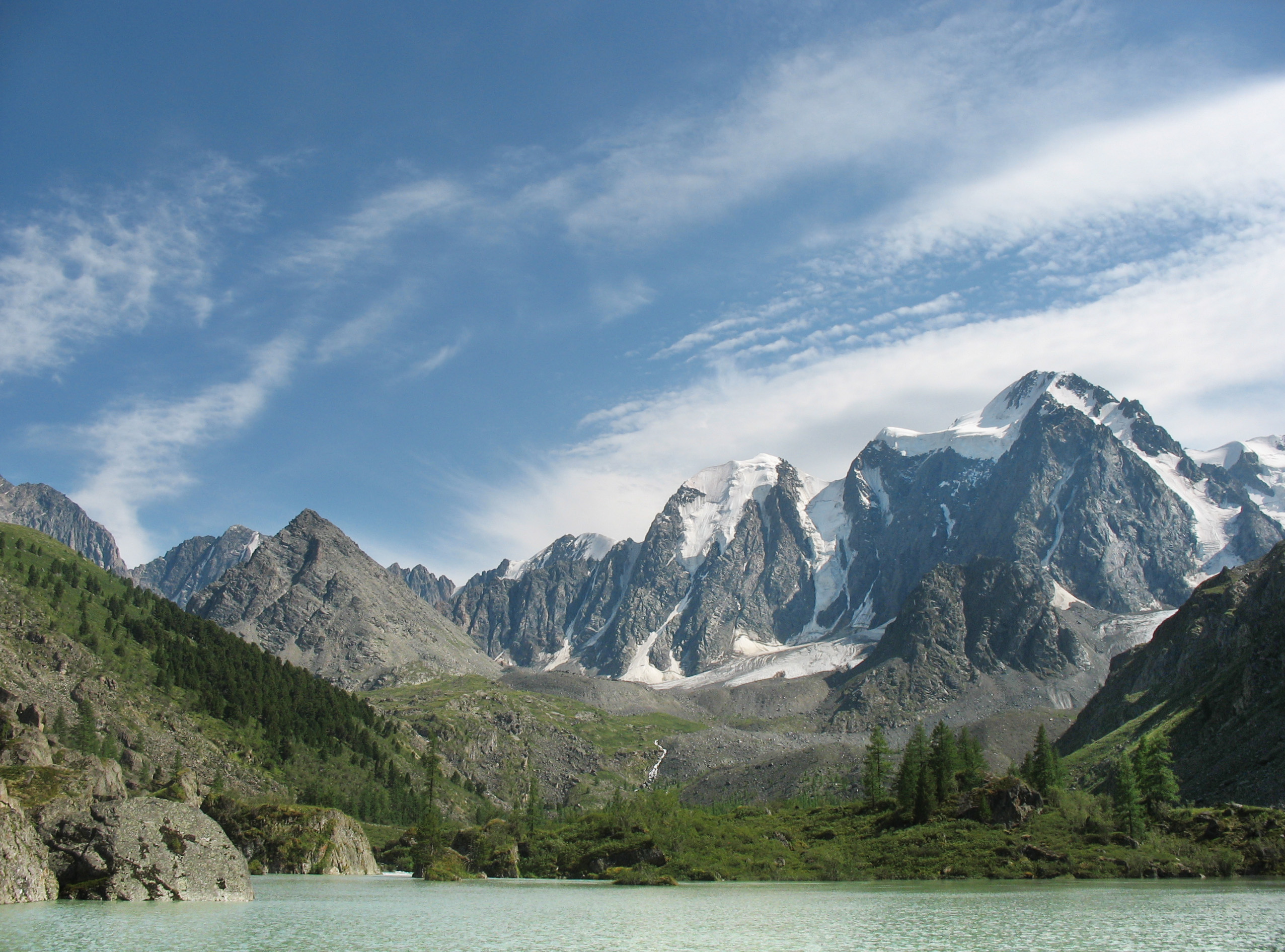
Lac supérieur de la Chavla avec les sommets des Alpes de la Tchouïa

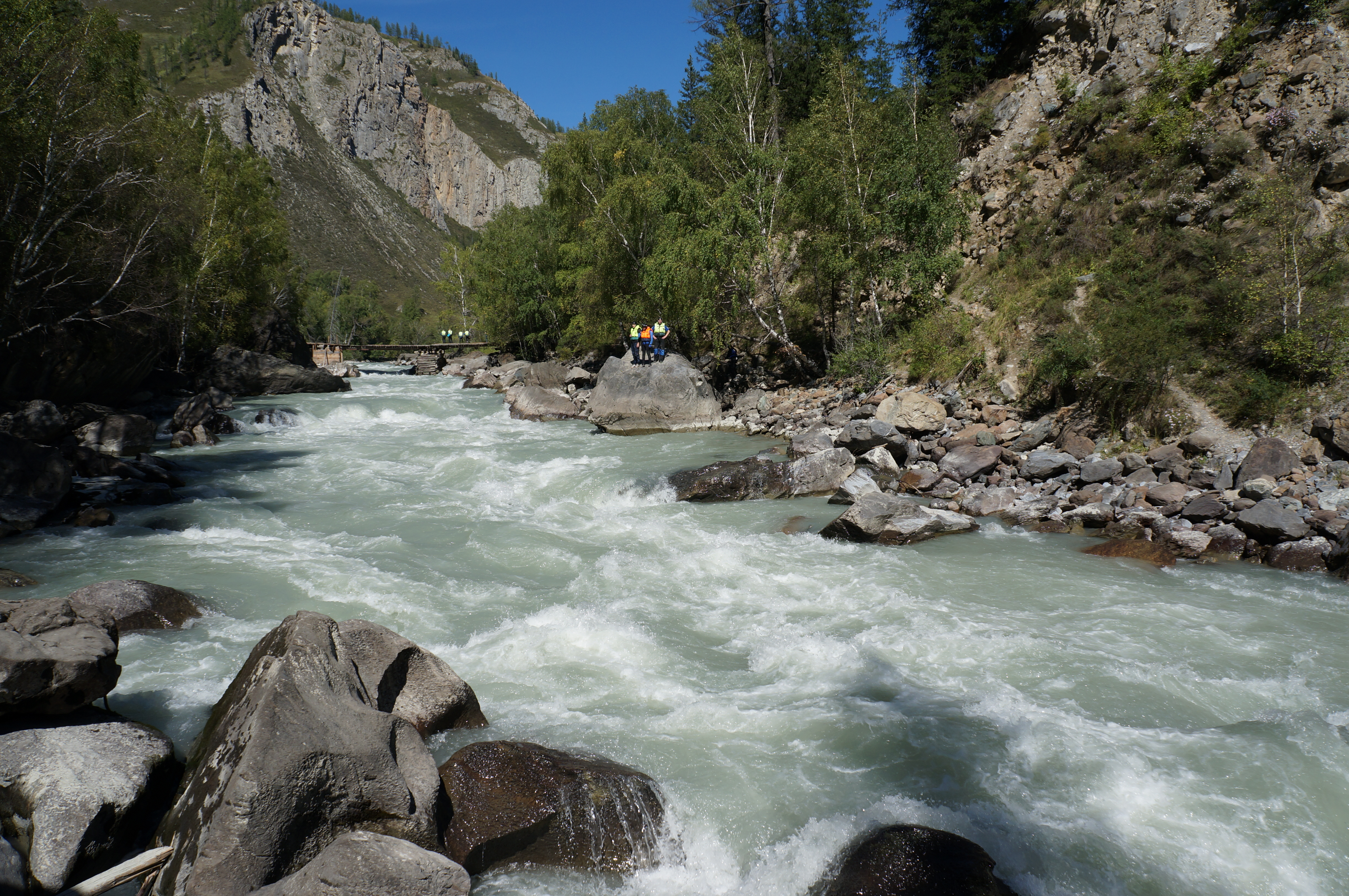
Rapides dans les gorges de la Tchouïa

- Rapides dans les gorges de la TchouïaGorges et rapides Majoï de la Tchouïa ;
- Cascade Radujnïi[2] ;
- Cascade de 12 mètres sur la rivière Verkh-Karasou[25].

### Sites archéologiques
L'archéologie à Tchibit n'a commencé qu'au XXIe siècle, quand le site pétroglyphique d'Ouzoun-Jalan a été découvert en 2000. Il est situé dans les gorges de la Tchouïa, à 12 km au sud de Tchibit. Il possède de nombreux pétroglyphes, principalement des animaux, avec un aigle, un mouton des montagnes aux cornes en forme de disque solide et une chèvre. En tout, il y a 24 pétroglyphes, d'un style homogène, ils auraient donc sûrement été fait par le même auteur.
Malgré l'aspect archaïque, il est possible que les dessins de chèvre soient bien plus récents car les bergers de la région avaient en effet l'habitude au XXe siècle de graver leurs animaux sur des roches.
Mais ce site n'est pas le sel de Tchibit, ainsi en 2002, le site dénommé « Tourlou-Teke-Tash VI » a été découvert, avec des peintures rupestres mais aussi des tumulus. Grâce à cette découverte, les fouilles ont été accélérées et plusieurs autres sites ont été découverts autour du village :
- Belkenek I, à 3 km de Chibit sur les versants de la rive droite de la rivière Tchouïa ;
- Belkenek II, à 150 m de Belkenenek I ;
- Un seul tumulus, Turlu-Teke-Tash I, à 10 km de Tchibit, à 60 m de la rivière Tchouïa, sur un versant ;
- Tumulus Turlu-Teke-Tash II, à 11 km de Tchibit au pied des sites Belkenek ;
- Tumulus Turlu-Teke-Tash III, à 12 km du village et près des sites Belkenek ;
- Tumulus Turlu-Teke-Tash IV sur un versant;
- Tumulus Turlu-Teke-Tash V,à 13 km du village de Tchibit ;
- Pétroglyphes de Turlu-Teke-Tash VI, sur la rive droite du fleuve Tchouïa et à 900 m en amont du pont sur la route du village au confluent de la rivière Majoy[26].

## Pour approfondir